# Ampulex compressa
Ampulex compressa (лат.) — вид паразитоидных ос семейства роющих ос (Ampulicidae).

## Распространение
Встречается в тропических регионах Южной Азии, Африки и на некоторых островах Тихого океана. В 1941 году завезён на Гавайские острова.

## Описание
Эти насекомые нападают на тараканов и частично парализуют их. Для этого они жалят таракана, после чего он сохраняет способность к передвижению, но не может двигаться самостоятельно. Тогда оса берёт таракана за усики и ведёт к своей норе. Там она откладывает на его брюшке яйцо и оставляет в норке. Появившаяся личинка использует таракана в качестве пищи, а затем окукливается. Через некоторое время из норки выходит взрослая оса.
В 2007 году энтомологи выяснили, как именно осы заставляют тараканов идти за собой. Оса жалит его два раза — первый раз она добивается уменьшения сопротивления, а второй раз она делает очень точный укол в мозг таракана. Это заставило учёных предположить, что яд осы может работать как блокатор ключевых химических сигналов в мозге. Исследование показало, что яд содержит блокатор рецепторов  нейромедиатора октопамина. Когда учёные вводили ужаленному таракану вещество, разблокирующее рецепторы октопамина, к таракану возвращалась способность передвигаться по собственной воле. Также учёным удалось сделать «зомби» из таракана, вводя ему вещество, блокирующее действие октопамина. Этим они воспроизвели эффект, которого добивается жалящая оса. Результаты исследования опубликованы в журнале «Journal of Experimental Biology».